# Рыцарь навсегда
«Рыцарь навсегда», также известен как «Бессмертный Найт» (англ. Forever Knight) — канадский телесериал, запущенный в 1992 году на канале CBS.
На русском языке транслировался русской локализацией американского кабельного канала Sci Fi.

## Сюжет
Ник Найт — 800-летний вампир, который работает детективом в современном Торонто и пытается стать человеком.